# 診斷 (工程)
診斷是指找出一特定現象的本質及產生原因，再配合邏輯、分析及經驗來判斷因果关系，在許多不同的領域都有用到診斷，像醫療診斷即為診斷的一種。在系統工程及電腦科學中，會用診斷來確認現象的成因、減輕方式以及對策。

## 電腦科學及網路
- 貝氏網路（信念网络）
- 计算机辅助诊断（英语：Computer-aided diagnosis）
- 複雜事件處理（英语：Complex event processing）
- 診斷 (人工智慧)（英语：Diagnosis (artificial intelligence)）
- 事件相关（英语：Event correlation）
- 故障管理（英语：Fault management）
- 故障樹分析
- 灰色問題（英语：Grey problem）
- RPR問題診斷（英语：RPR Problem Diagnosis）
- 遠端診斷（英语：Remote diagnostics）
- 根本原因分析
- 排错
- 專家系統

## 數學及邏輯
- 贝叶斯概率
- 希卡姆的格言（英语：Hickam's dictum）
- 奥卡姆剃刀
- 回歸診斷
- 薩頓定律

## 醫療

### 方法
- 认知药物研究电脑化评估系统（英语：CDR Computerized Assessment System）
- 鑑別診斷
- 診斷
- 回顧性診斷（英语：Retrospective diagnosis）

### 工具
- DELTA (生物分類學)（英语：DELTA (taxonomy)）
- DXplain（英语：DXplain）
- 在精神病學中使用的診斷分類及評分標準表（英语：List of diagnostic classification and rating scales used in psychiatry）

## 組織發展
- 組織診斷（英语：Organizational diagnostics）

## 系統工程
- 五个为什么
- 8D問題解決法
- 故障檢測和隔離
- 解决问题